# میثم نصیری
میثم نصیری کشتی‌گیر آزادکار ایرانی در وزن ۶۵ کیلوگرم است. او نخستین کشتی‌گیر اهل زنجان در المپیک‌ها بود به عنوان نمایندهٔ ایران در المپیک ۲۰۱۶ شرکت کرد.

## فعالیت حرفه‌ای ورزشی

### قهرمانی آسیا ۲۰۱۶
در وزن ۶۵ کیلوگرم میثم نصیری در دور نخست از سد حریف تایلندی گذشت و سپس آزادکارانی از ازبکستان و مغولستان را شکست داد تا به نیمه‌نهایی برسد. او در نیمه‌نهایی هم توانست حریف ژاپنی خود را از پیش رو بردارد و فینالیست شود. وی در فینال نیز خوش درخشید و موفق شد با غلبه بر نورلان بخانوف از قزاقستان مدال طلا را کسب کند.

### المپیک ۲۰۱۶ ریو
نصیری در نخستین رقابت خود به مصاف بوریسلاو نوواچکوف رفت که مقابل این حریف بلغارستانی با نتیجهٔ ۱۰–۷ شکست خورد. این حریف کشتی‌گیر بلغارستانی در کشتی بعدی خود مقابل فرانکلین گومز از پورتوریکو ۷–۴ شکست خورد و بدین ترتیب نصیری از دور رقابت‌ها کنار رفت.

### قهرمانی آسیا ۲۰۱۷
در وزن ۶۵ کیلوگرم میثم نصیری در دور نخست ۸ بر ۵ میرژان آشیروف از قزاقستان را شکست داد و در دور بعد مقابل بجرانگ کومار از هند با نتیجهٔ ۷ بر ۵ شکست خورد اما با حضور این کشتی‌گیر هندی در دیدار نهایی، نصیری مجوز رقابت برای کسب نشان برنز را کسب کرد. وی برای کسب مدال برنز مقابل سیروجدین حسن‌اف از ازبکستان ۸ بر ۳ به پیروزی رسید و به رقابت برای کسب جایگاه سوم راه یافت. نصیری در این رقابت مقابل کوک گوانگ کیم از کره شمالی با نتیجهٔ ۷ بر ۲ به پیروزی رسید و صاحب مدال برنز شد.

### بازی‌های همبستگی کشورهای اسلامی ۲۰۱۷
نصیری در رقابت‌های بازی‌های اسلامی در وزن ۶۵ کیلوگرم در دور نخست ۱۰ بر صفر ابراهیم عبدالی از عربستان را شکست داد و در رقابت بعدی نیز با نتیجهٔ ۱۰ بر صفر عبداله الاذانی از یمن را مغلوب کرد و راهی مرحلهٔ نیمه‌نهایی شد. نصیری در نیمه‌نهایی مقابل الیاس ژومای از قزاقستان به پیروزی رسید و راهی دیدار پایانی شد و در این رقابت توانست ماگومد مسلم‌اف از کشور آذربایجان را با نتیجهٔ ۵ بر ۳ شکست بدهد و به مدال زرین مسابقات دست یابد.

### قهرمانی جهان ۲۰۱۷
نصیری در وزن ۶۵ کیلوگرم کشتی آزاد مسابقات قهرمانی جهان ۲۰۱۷ حاضر بود که در در دور نخست ۱۰ بر صفر عبدالرحمان ابراهیم از قطر را شکست داد. وی در دور بعد در یک کشتی نزدیک مقابل آلن گوگایف دارندهٔ مدال نقره جهان از روسیه با نتیجهٔ ۶ بر ۵ شکست خورد و با توجه به باخت این کشتی‌گیر روس و نرسیدن او به رقابت نهایی، نصیری هم از مسابقات حذف شد.

## خداحافظی از کشتی
میثم نصیری، ۳۰ اردیبهشت ۱۴۰۰، در جریان رقابت‌های کشتی آزاد جام تختی که در سالن ۱۲ هزار نفری آزادی تهران در حال برگزاری بود، پس از شکست ۱۰ بر صفر در مرحله نیمه‌نهایی مقابل ابوالفضل حاجی‌پور با بوسیدن تشک کشتی از دنیای قهرمانی خداحافظی کرد.

## عناوین

### جام جهانی
جام جهانی ۲۰۱۴ در لس آنجلس، آمریکا
 جام جهانی ۲۰۱۶ در لس آنجلس، آمریکا

### قهرمانی آسیا
قهرمانی آسیا ۲۰۱۶ در بانکوک، تایلند

### بازی‌های اسلامی
بازی‌های اسلامی ۲۰۱۷ در باکو، جمهوری آذربایجان